# Фрайманский студенческий городок

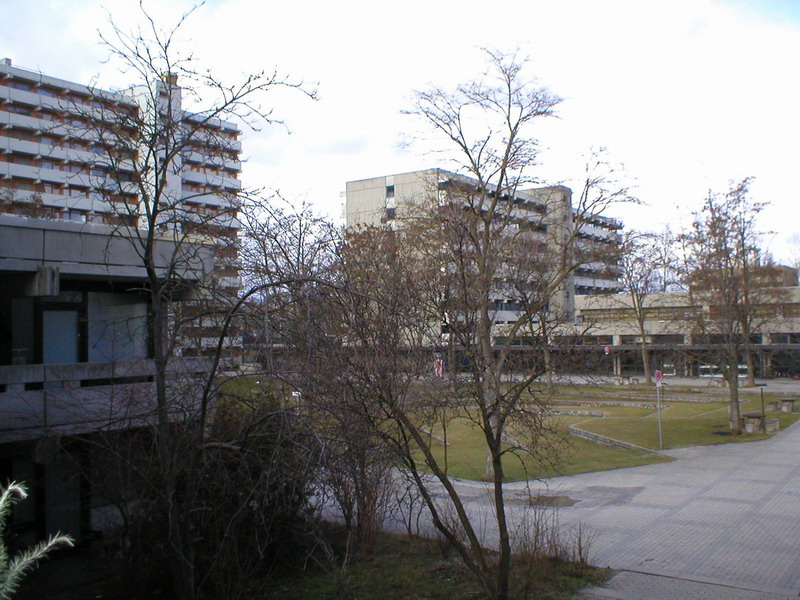
Новый город

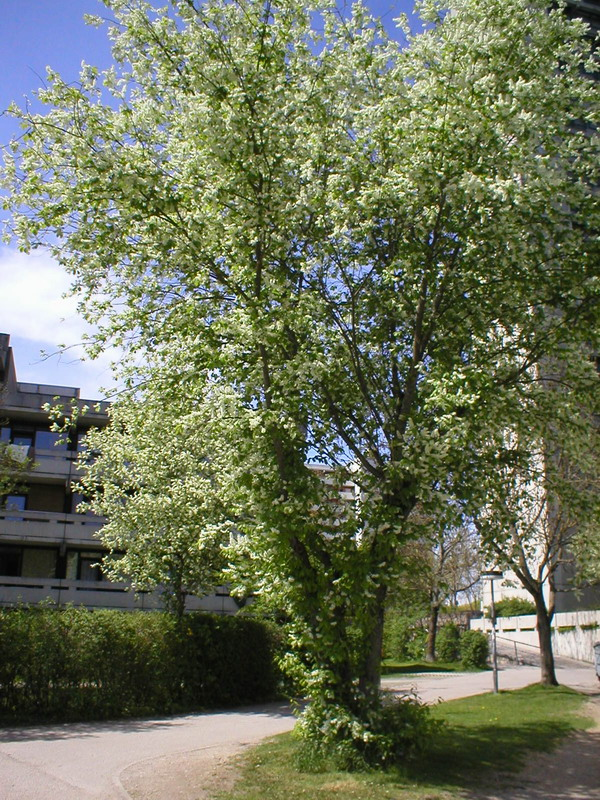
Весна

Фрайманский студенческий городок (нем. Studentenstadt Freimann) — крупнейший комплекс студенческих общежитий в Германии, расположенный в Мюнхене в районе Швабинг-Фрайман между автобаном А9 и северной оконечностью Английского сада. 14 корпусов студенческого городка рассчитаны на 2 500 человек. Здесь проживают студенты из разных стран мира, обучающиеся в Мюнхенском университете, в Мюнхенском техническом университете и других высших учебных заведениях города. Эксплуатирующей организацией является Studentenwerk München — государственная организация, занимающаяся обустройством быта студентов. Студенческий городок был построен в два этапа: в 1961—1968 и 1970—1977 годах, и поэтому в нём есть «Старый Город» и «Новый Город» (нем. Neustadt). Улицы в студенческом городке носят имена участников группы Белая роза.

## Культурная жизнь
Самым знаменательным событием в студенческом городке считается студенческий фестиваль «StuStaCulum», который проводится ежегодно начиная с 1989 года. Фестиваль длится 4 дня и на него съезжаются театральные и музыкальные группы, а также другие артисты из разных стран мира.

## Студенческая жизнь
На территории Студенческого городка Фрайман работают 2 дискотеки, кафе и бар. Бар Manhattan расположен на крыше самого высокого здания, на 21 этаже. С него открывается замечательный вид на Мюнхен, особенно вечером. Также имеется спортзал, где работают различные секции (среди них волейбол, баскетбол, айкидо).

## Коллективные студенческие учреждения
Каждый из 14-ти домов на территории городка может иметь одну или несколько из нижеперечисленных учреждений. Данные учреждения организованы и управляются жителями домов и открыты для всех жителей студенческого городка.
- Помещения со стиральными и сушильными машинами
- Мастерские с оборудованием
- Каждый из крупных домов имеет свой магазин напитков. Сортимент напитков включает в себя различные сорта лимонада, пива, минеральной воды. Напитки продаются по выгодным ценам, что значительно облегчает поход в магазины для студентов без машин.
- Бары, дискотеки и трактиры, которые могут посещать исключительно жители городка и их гости.
- Сауна, которая находится в одном из крупных домов и открыта в зимний период.
- Актовые залы и залы для репетиций, в том числе зал с роялем.

## Стоимость проживания и время ожидания комнаты
Приведённая ниже информация действительна только для студентов из Германии. Для иностранных студентов могут действовать иные тарифы.
- Отдельная комната: от 176,40 до 275,70 евро, время ожидания: 2-4 семестра
- Общежитие квартирного типа: от 209,30 до 218 евро, время ожидания: 2-5 семестра
- Комната для супружеской пары: от 340,10 до 380,10 евро, время ожидания: 1-4 семестра

## Транспорт
Наземная станция метро «Studentenstadt» линии U6 расположена в непосредственной близости от городка. Кроме того студенческий городок пересекают автобусы следующих линий: 50, 177, 181, 231, 233 и N40. Все остановки располагаются у станции метро. Там же всегда можно найти такси.